# Новая Кугульта
Но́вая Кугульта́ — село в составе Труновского района (муниципального округа) Ставропольского края России.

## География
Расстояние до краевого центра: 71 км.
Расстояние до районного центра: 27 км.
Площадь поселения составляет 53,02 км².

## История
Дата основания: 1897 г.
До 16 марта 2020 года село образовывало упразднённое сельское поселение село Новая Кугульта.

## Население
| 1925 | 1926 | 1989 | 2002 | 2010 | 2012 | 2013 |
| ---- | ---- | ---- | ---- | ---- | ---- | ---- |
| 479  | ↗729 | ↘695 | ↗761 | ↗787 | ↘773 | ↘767 |
| 2014 | 2015 | 2016 | 2017 | 2018 | 2019 | 2020 |
| ↘752 | ↘744 | ↘711 | ↗712 | ↘700 | ↘671 | ↘650 |

Национальный состав
По данным переписи 2002 года, 78 % населения — русские.
По итогам переписи населения 2010 года проживали следующие национальности (национальности менее 1 %, см. в сноске к строке "Другие"):
| Национальность | Численность | Процент |
| -------------- | ----------- | ------- |
| Русские        | 612         | 77,76   |
| Армяне         | 57          | 7,24    |
| Даргинцы       | 23          | 2,92    |
| Табасараны     | 23          | 2,92    |
| Корейцы        | 18          | 2,29    |
| Чеченцы        | 15          | 1,91    |
| Украинцы       | 11          | 1,40    |
| Другие         | 28          | 3,56    |
| Итого          | 787         | 100,00  |

## Инфраструктура
- Дом культуры[22]

## Образование
- Детский сад № 4 «Калинка»[23]. Открыт 1 ноября 1986 года

## Русская православная церковь
- Храм св. апостола Андрея Первозванного[24]

## Памятники
- Памятник В. И. Ленину. 1950 год[25]
- Братская могила советских воинов, погибших в борьбе с фашистами. 1942—1943, 1967 года[26]

## Кладбища
В селе два кладбища:
- закрытое (ул. Гагарина), площадью 154 м²;
- открытое, площадью 12 768 м²[27].